# Малая канадская казарка
Малая канадская казарка (лат. Branta hutchinsii) — водоплавающая птица семейства утиных. Выделена в самостоятельный вид в 2004 году. От канадской казарки отличается меньшей длиной тела, шеи и клюва. Оперение либо полностью тёмное, либо имеет светлый ошейник на шее. В отличие от канадской казарки голос выше и чище, крик птиц звучит как «гек-гек», «йилк-йилк а-лик» или «аик».
Обитает в Северной Америке, Якутии, Чукотке, на острове Врангеля и Командорских островах. Она гнездится в тундре в Канаде и на Аляске, зимует на юге Северной Америки, в том числе в Мексике. Обычно гнездо расположено на возвышенных местах возле воды. Яйца откладываются в неглубоком углублении, устланном растительными материалами. Самцы могут очень агрессивно защищать свою территорию. Пара может сохраняться всю жизнь, до 20 лет. Самка похожа на самца, но немного светлее и имеет другой голос. Взрослые птицы часто гуляют со своими птенцами гуськом, в котором один из родителей идёт в начале «парада», а второй его замыкает.

## Подвиды
Международный союз орнитологов выделяет четыре подвида:
- B. hutchinsii hutchinsii
- B. hutchinsii leucopareia — Средняя канадская казарка[5] - включает B. hutchinsii asiatica †
- B. hutchinsii minima
- B. hutchinsii taverneri